# Bogdan Banaszewski

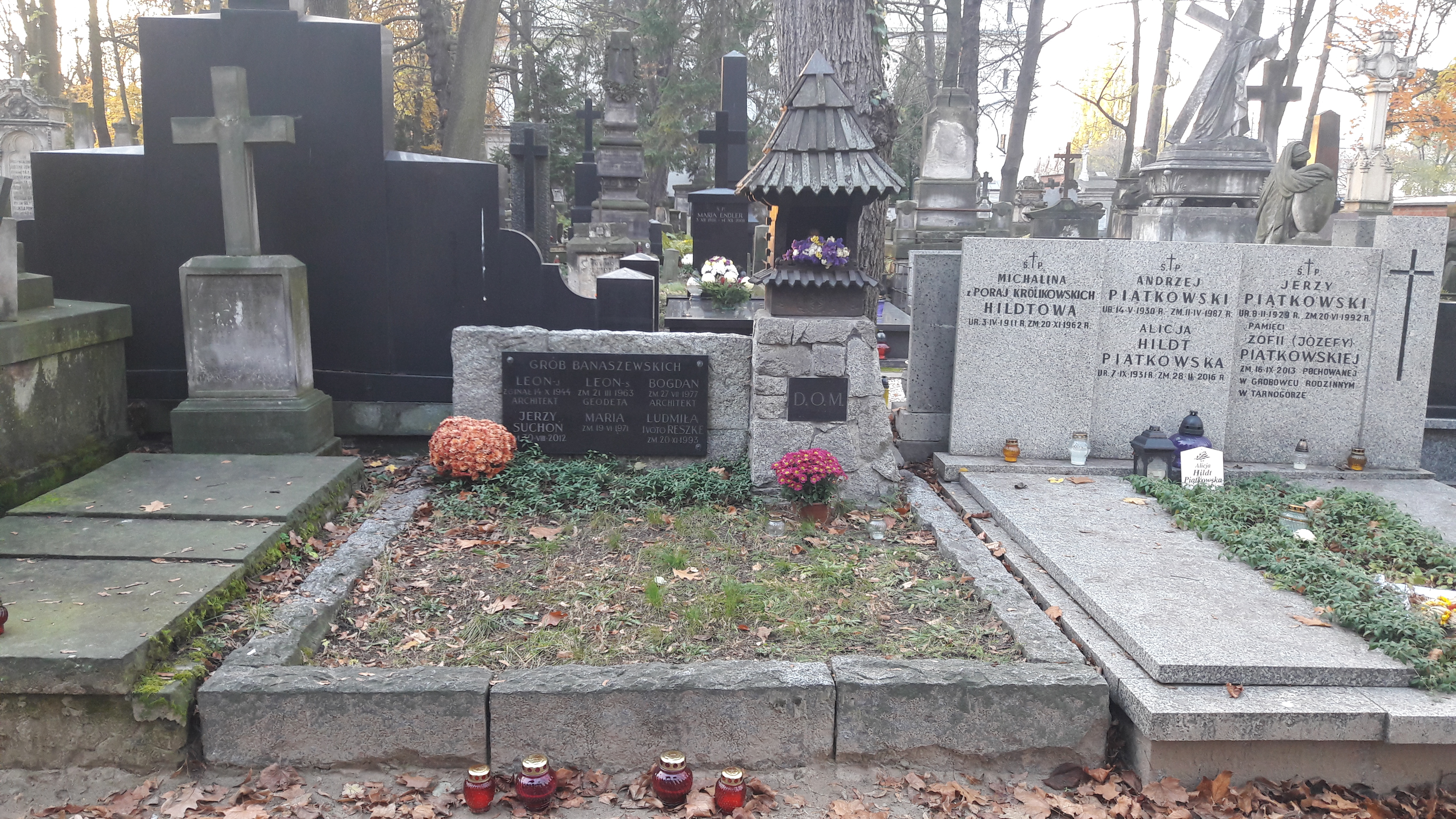
Grób Bogdana Banaszewskiego na cmentarzu Powązkowskim

Bogdan Banaszewski ps. „Jeziorański”, „Jeż”, „Bodek” (ur. 11 marca?/24 marca 1909 w Lidzie, zm. 27 lipca 1977) – podporucznik Narodowych Sił Zbrojnych.

## Życiorys
Przed wojną ukończył studia na Wydziale Architektury Politechniki Warszawskiej. Był oficerem Polskiej Marynarki Handlowej. W czasie II wojny światowej służył w NSZ w stopniu podporucznika. Dowodził 2 kompanią w batalionie Osłony Kwatery Głównej NSZ. Został aresztowany i uwięziony w więzieniu na Pawiaku, a 30 lipca 1944 przetransportowany do obozu koncentracyjnego w Gross-Rosen.
Po wojnie był kurierem NSZ. Jesienią 1945 aresztowany i skazany (w 1946) na karę śmierci (Wronki), po 10 latach więzienia, po amnestii w 1956, wyszedł na wolność. Mieszkał i zmarł w Warszawie 27 lipca 1977.
Spoczywa na cmentarzu Powązkowskim w Warszawie (kwatera 3-1-11/12).